# فندق الأقدار (مسلسل)
فندق الأقدار هو مسلسل دراما وغموض تلفزيوني سعودي بدأ عرضه في 24 سبتمبر 2021، وهو من تأليف محمد عبد الصمد وأنوار أبو الخير، وسيناريو وحوار فهد البتيري ورولان حسن، وإخراج محمد الهليّل، ويعرض على منصة «شاهد».

## القصة
تنطلق أحداث العمل من داخل فندق يعود بناؤه إلى عام 1998، على أطراف مدينة الرياض. كانت لدى صاحبه يوم بناه رؤية استشرافية بأن هذه الأرض ستصبح مستقبل السياحة في المدينة، وتوقّع أن يكون للفندق الأسبقية والريادة، لكن جاءت الأقدار بخلاف ما تشتهيه طموحات هذا الرجل. ومع الوقت، بات الفندق شبه مهجور وتُرك لمديره فهد تولّي شؤون الإدارة فيه كيفما يشاء طالما أنه لا يطلب مبالغ إضافية، حتى ولو كان الأمر من دون عائد ربحي.

## طاقم التمثيل
- يعقوب الفرحان بدور «فهد»
- يزيد الموسى بدور «أحمد»
- مطلق مطر بدور «بدر»
- ميلا الزهراني
- عبدالرحمن عبدالله بدور «خالد»
- عماد القدسي بدور «مصطفى»
- محمد الجبرتي بدور «فيصل»
- آيدا
- نواف الظفيري بدور «مروان»
- في فؤاد
- أسامة صالح
- فيصل الدوخي بدور «عبد الله»
- محمد الشهري
- صالح أبو عمره
- ضي الهلالي
- حسام الحارثي بدور «مشعل»
- شجاع نشاط
- ريم الحبيب